# Hasemania nana
Cá đuôi đèn (Danh pháp khoa học: Hasemania nana) là một loài cá trong họ Characidae. Cá đuôi đèn có màu sắc đơn giản, thích hợp nuôi trong bể thủy sinh, chúng bới theo đàn tạo nên 1 tập thể sinh động.